# 2022年新加坡
|        | 新加坡歷史 |
| 世紀： | 20世紀新加坡 \| 21世紀新加坡 \| 22世紀新加坡                                                                                                 |
| 年代： | 1990年代新加坡 \| 2000年代新加坡 \| 2010年代新加坡 \| 2020年代新加坡 \| 2030年代新加坡 \| 2040年代新加坡 \| 2050年代新加坡                   |
| 年份： | 2018年新加坡 \| 2019年新加坡 \| 2020年新加坡 \| 2021年新加坡 \| 2022年新加坡 \| 2023年新加坡 \| 2024年新加坡 \| 2025年新加坡 \| 2026年新加坡 |
| 紀年： | 壬寅年（虎年）、新加坡开埠203周年、新加坡独立57周年                                                                                          |

下表整理了2022年新加坡發生的事件，包括政府主要官员、各月大事记和当年出生及逝世的人物。

## 領導人
- 總統: 哈莉玛
- 總理: 李顯龍
  - 副總理：王瑞杰、黄循财
- 國會議長：陳川仁
- 首席大法官：梅達順

## 事件
以下所使用的货币单位均为新加坡元（SGD），所有和2019冠狀病毒病疫情相关的事件都以“CP”进行标注。

### 1月
- 1月1日
  - CP - 多达50%的居家办公者可回去公司上班[1]。
  - CP - 接种中国科兴或中国国药疫苗的民众即日起须接种三剂才算完成接种[2]。
  - 食品局与安全距离大使开始针对在咖啡店和食阁用餐后没有归还餐具托盘并清理桌面的食客采取执法行动，违者可处以最高2000元罚款[3]。
  - 针对违反交通法规的脚踏车骑士的罚款由75元提高到150元[4]；脚踏车骑士结队在公路骑行时，车队首尾长度须限制在五辆脚踏车以内[5]。
  - 55岁至70岁年长员工的公积金缴交率调高1.5%至2%。未满65岁公积金会员的基本保健存款（英語：Basic Healthcare Sum）上限上调至6万6000元，满55岁者的公积金基本存款（英語：Basic Retirement Sum）也调整至9万6000元。自愿为家人填补保健储蓄户头（英語：MediSave）者可享有最高8000元的扣税资格，填补其公积金则可扣达1万6000元的税[5][6]。
  - 《警察部队（修正）法令》的部分内容生效，修正后的法令允许警员在紧急医疗情况下破门进入任何场所，以免他人受伤或死亡[5][7]。
- 1月4日：2021年11月国际文凭高中课程会考成绩放榜。新加坡共2156名考生当中合格率达99.15％[8]。
- 1月6日：职总英康（英語：NTUC Income）计划从一家合作社转为企业，以提升竞争力来追求长远增长，这预料在2022年下半年完成[9][10]。
- 1月14日：永续发展与环境部宣布，环境局将分发家用式回收桶以鼓励公众养成再循环习惯[11]。
- 1月20日：CP - 新加坡出现首起嚴重急性呼吸道症候群冠狀病毒奥密克戎变种毒株死亡病例，為一名未接种冠病疫苗的92岁老妇[12]。
- 1月21日：武吉知马路上段双尸案 - 警方傍晚在武吉知马私宅区游乐场附近的沟渠，发现一对11岁双胞兄弟的尸体，随即派人到场调查[13]。
- 1月24日：武吉知马路上段双尸案 - 双胞兄弟的48岁父亲于当日早上被控谋杀[14]。
- 1月27日：一級方程式賽車新加坡大奖赛续约7年至2028年[15][16]。
- 1月30日 / 辛丑年腊月廿八：总理李显龙在面簿发表新春献词，呼吁虎年更多人结婚生子，并尽快让家中儿童和年长者接种冠病疫苗[17]。
- 1月31日：CP - 卫生科学局临时授权使用辉瑞公司开发的首款冠病口服药Paxlovid，当局于四天后宣布这项批准[18]。

### 2月
- 2月14日：CP - 完成接种冠病疫苗（辉瑞与莫德纳疫苗2剂、科兴与国药疫苗3剂）270天（≈九个月）后没打追加剂（辉瑞与莫德纳疫苗第3剂、科兴与国药疫苗第4剂）的公众，接种状态转为未完成接种[19]。
- 2月18日：财政部长黄循财发表2022年财政预算案声明[20]，部长宣布将消费税的上调推迟到2023年，并分两步调高，先在2023年1月1日上调到8%，2024年1月1日再调高到9%。政府将推出总值66亿新元的“定心与援助配套”（英語：Assurance Package），以降低消费税的调高对国人所造成的额外负担[21]。
- 2月21日：2辆将用于服务地铁南北线和东西线的庞巴迪·莫维亚CR151型列车运抵新加坡。[22][23]
- 2月28日
  - 国家最高法院上诉庭驳回三名男子针对《刑事法典》第377A条文（该法禁止男性之间“一切形式的严重猥亵行为”）是否违宪所提出的司法挑战，这是高庭十年来第二次针对该条文作出裁决。[24]
  - 2022年俄乌战争 - 新加坡政府承诺向新加坡红十字会捐赠10万美元（约13万5838新元），资助其在乌克兰的人道援助行动[25]。

### 3月
- 3月4日：2022年俄乌战争 - 新加坡红十字会已筹得约200万新元的捐款，首批人道救援物资也运抵乌克兰[26]。
- 3月10日：社会及家庭发展部宣布将2022年定为“欢庆新加坡家庭年（英語：Year of Celebrating SG Families）”以“呼吁新加坡人庆祝家庭在我们生活中所扮演的重要角色，鼓励大家与家人共度时光，并激发‘整体社会’对家庭的支持。”，该部于同年3月12日举行推介仪式[27]。
- 3月11日：1辆将用于服务地铁环线的阿爾斯通大都會型C851E型列車运抵新加坡[28]。
- 3月14日：CP - 即日起12至17岁青少年在接种第二剂疫苗后270天內须接种新冠疫苗追加剂，才会被视为完成接种[29][30]。
- 3月15日：旅游局宣布裕廊湖区综合旅游发展项目预计将从2028年起逐步完工，并邀业者提案开发该区。项目预计将集合高品质酒店、景点、零售、餐饮和娱乐项目于一体[31][32]。
- 3月17日：体育理事会宣布新加坡将以“Singapore25”之称申办2025年世界田径锦标赛。若申办成功，那将是该赛事首次在东南亚举行[33][34]。
- 3月22日
  - 卫国广场工程因疫情延后一年，国防部长黄永宏宣布2022年国庆庆典继续在滨海湾浮动舞台举行；卫国广场现预计将于2026年底竣工[35][36]。
  - 由能源市场管理局委任的能源2050委员会（英語：Energy 2050 Committee）发表名为《迈向能源转型2050》（英語：Charting the Energy Transition to 2050）的报告。依据报告中提出的转型策略，预计到2050年，氢气可占全国点供超过50%[37]。报告中也透露当局不排除发展核能发电[38]。
- 3月28日：政府发布了一项关于性别平等和妇女问题的白皮书[39][40][41]。

### 4月
- 4月1日：CP - 完成新冠疫苗接种的旅客无须隔离或检测就可以以任意交通工具进出新加坡—马来西亚陆路关卡[42]。
- 4月8日：CP - 卫生部开始为年满80岁并符合接种条件者接种第二剂冠病疫苗追加剂（第4剂）[43]。
- 4月14日：执政党人民行动党秘书长、总理李显龙发表声明宣布财政部长黄循财获得内阁成员绝大多数的支持，正式推举为第四代团队领导。人民行动党议员当日傍晚也在党团会议上支持这项决定[44]。根据这一决定，李显龙表示将对内阁人事进行调整[45]。
- 4月15日：新加坡摩天观景轮自2022年1月停运进行维修和整改后恢复运营[46][47]。
- 4月26日：CP - 联合领导政府抗疫跨部门工作小组将疾病暴发应对系统（DORSCON）的疾病应对级别从橙色下调至黄色[48]。
- 4月30日：新加坡首次报告1例不明病因儿童急性肝炎病例，感染者系一名10月大的男婴，男婴在同月25日被送往竹脚妇幼医院急诊室医治[49]。

### 5月
- 5月1日：位于后港的购物中心后港河畔庭院（英語：Hougang RiverCourt）开业。
- 5月7日：加冷综合诊疗所正式开幕[50]。
- 5月8日：移民与关卡局宣布5月29日起不再发纸本出生与死亡证书，改以数码证书代替，以简化生死注册过程[51][52][53]。
- 5月9日：国防部宣布从5月15日起，新加坡武装部队的全职国民服役人员和正规军人在服役期间不必把国民身份证交由当局保管。该部会在2022年11月之前分阶段把身份证归还给正在服役的人员[54]。
- 5月12日 - 5月23日：新加坡队运动员参加在越南河内举行的2021年第31届东南亚运动会。
- 5月19日：即日起至6月30日，樟宜机场德士附加费上调3元[55][56][57]。部分德士公司后来选择将附加费的上调措施延长至年底[58]。
- 5月26日：移民与关卡局、建屋发展局和新加坡土地管理局宣布将扩建兀兰关卡，以缓解交通拥堵、缩短出行时间以及提高陆路关卡的安全水平[59]。政府为此征用马西岭弯和马西岭巷一带的九座组屋，并将在兀兰建造替代组屋，受影响居民须在2028年第二季前迁出现址[60]。
- 5月30日：首辆将用于服务武吉班让轻轨线的庞巴迪 Innovia APM 300 列车运抵新加坡[61]。

### 6月
- 6月6日
  - 友诺士综合诊疗所正式开幕[62]。
  - 总理公署宣布内阁人事调动，财政部长黄循财升任副总理，与王瑞杰共同任职。此次人事调动于同月13日生效[63]。
- 6月13日：飛螢航空恢复在实里达机场起降用客机，系自2019冠状病毒病大流行以来第一次恢复商业航班服务[64][65]。
- 6月18日：第14届粉红点在芳林公园演说者之角举行。这是第一次有国会议员参与活动，与会议员包括人民行动党的郭献川和工人党的林志蔚[66]。
- 6月23日：i12 Katong 购物中心在经过近2年的装修后，由吉宝置业正式重新开业。
- 6月26日：位于汉地路国泰大厦内的国泰电影院正式停止运营[67][68]。

### 7月
- 7月1日：政府宣布将禁烟区扩大至所有51座公园、33个活跃、优美、清洁——全民共享水源区（简称ABC Waters）和蓄水池公园，以及10个休闲沙滩，当局将于10月1日开始执法[69][70][71]。
- 7月24日：建屋局首个滨海购物中心榜鹅北岸广场在榜鹅正式开业[72]。
- 7月25日：由Kopitiam管理，位于盛港的芬维尔小贩中心和巴刹正式开业[73]。
- 7月30日：河谷民众俱乐部正式开幕[74]。

### 8月
- 8月3日：阿里巴巴集团与一个由鹏瑞利集团（英語：Perennial Holdings）领头的财团，宣布计划在安盛保险大厦（英語：AXA Tower）原址——珊顿大道8号，发展混合用途摩天楼项目，势将成为新加坡最高楼。建筑高305米，于同年7月7日获得市区重建局的批准，预期2028年落成[75][76][77][78]。
- 8月6日：实乞纳民众俱乐部正式开幕，设有包括保龄球馆、篮球场、昇菘超市、麦当劳等[79]。
- 8月21日：总理李显龙在国庆群众大会宣布计划废除《刑事法典》第377A节条文，不再将男男性行为视为刑事罪行[80]。
- 8月29日：CP - 室内戴口罩的规定正式取消，只有在医疗保健设施和乘坐公共交通的公众，才须继续戴口罩[81]。

### 9月
- 9月1日
  - 大士港口正式开幕，第一阶段的第三个泊位投入运作[82]。
  - 职总英康（英語：NTUC Income）正式更名为“英康保险有限公司（英語：Income Insurance Limited）”[83]。
- 9月9日：榜鹅综合社区中心One Punggol的SG Service Centre和建屋发展局分行正式启用。
- 9月13日：CP - 因冠病疫情关闭两年的樟宜机场第四搭客大厦重新投入运作[84]。
- 9月15日：位于圣淘沙西乐索海滩毗邻海滩捷运站的新景点Central Beach Bazaar正式开幕[85]。
- 9月20日：交通部宣布地铁跨岛线第二阶段路线将建有六个地铁站，预计2032年竣工[86]。
- 9月21日：卫生部发表“健康SG（英語：Healthier SG）”计划白皮书[87]。
- 9月30日至10月2日：新加坡时隔2年后再次举办新加坡大奖赛[88]。

### 10月
- 10月9日：榜鹅综合社区中心One Punggol的民众俱乐部、小贩中心、图书馆、篮球场、烧烤坑和一些医疗设施正式开幕[89]。
- 10月11日：樟宜机场第二搭客大厦离境厅翻新后重新恢复运作[90]。
- 10月12日：滨海艺术中心水滨剧院（英語：SingTel Waterfront Theatre）在正式开放[91]。
- 10月28日：新加坡武装部队正式成立国防数码防卫与情报军部队[92]。
- 10月31日：榜鹅综合社区中心One Punggol的小贩中心正式开幕。

### 11月
- 11月12日：占地66公顷的射靶场自然公园（英語：Rifle Range Nature Park）经过三年修复后对外开放，该公园系中央自然公园网络内的第八个自然公园[93]。
- 11月13日：汤申－东海岸地铁线第三阶段（史蒂芬 - 滨海湾花园）通车[94][95]。
- 11月27日：淡滨尼北巴士转换站正式启用[96]。

### 12月
- 12月10日：儿童博物馆正式开放，其前身为新加坡集邮馆[97]。
- 12月13日：新加坡海军部队两艘新長勝級潜水艇精锐号和卓越号顺利在德国基尔完成下水仪式，仪式由李显龙总理主持，德国总理朔尔茨也到场观礼[98]。
- 12月16日：移民与关卡局在樟宜机场开设特别通道，方便轮椅使用者或携带孩童的家长一起通关[99]。
- 12月30日：即日起，包装饮料须贴上A到D四个等级的营养等级标签（英語：Nutri-Grade）[100][101]。

## 死亡
- 2月26日：善达·巴斯卡（英语：Santha Bhaskar），新加坡印度裔舞蹈家，死於心脏病发[102]（1939年出生）
- 3月11日：赵令茂，新加坡资深教育工作者、作家（笔名“易梵”），肝癌逝世[103]
- 3月17日：李裕火，新加坡国立大学教授，从事海事相关课题研究，跑步后因冠状动脉疾病猝逝[104]（1969年出生）
- 4月14日：麥皓為，香港無線電視及新傳媒電視機構前男藝員（1946年出生）[105]
- 4月18日：陈得心，关怀客工福利团体“情义之家”（HOME）创办人（1948年出生）[106]
- 5月3日：蔡崇语，前教育部高级政务部长、武吉巴督单选区首名议员（1935年出生）[107][108]
- 5月8日：刘山尼，歌手、演员，号称“舞王”（1940年出生）[109][110]
- 6月8日：Oh（音译：胡） Ow Kee，街头艺人（1943年出生）[111][112]
- 7月8日：王发祥，新加坡社会主义阵线1963年大选丹戎巴葛选区候选人（1934年出生）[113]
- 7月29日：李成智，李氏基金主席（1923年出生）[114][115]
- 7月30日：杨康海，律师、政治人物（1962年出生）[116][117]
- 8月12日：赖桂芳，油画及雕塑家（1936年出生）[118][119]
- 8月25日：张韵爱，电视制片人[120][121]
- 9月7日：莫哈默昆杜沙达里，马来文报纸《每日新闻》前总编辑[122]
- 9月8日：余经文，余东旋七子、余仁生控股前主席、新加坡公益金前主席（1923年出生）[123][124]
- 10月31日：何和应，画家、现代画会创办人、新加坡文化奖得主[125]（1935年出生）
- 12月17日：陈志成，人民行动党创党成员、前党督[126][127]（1932年出生）
- 12月20日：谢文龙，足球运动员，1948年曾入选中国足球队参加伦敦奥运会[128]（1925年出生）
- 12月26日：李胜惠，综合格斗选手，有“格斗天才”之称[129]（2004年出生）

## 其他资讯

### 節慶

#### 法定假日
- 1月1日（星期六）：西曆元旦
- 2月1日（星期二）：農曆正月初一
- 2月2日（星期三）：農曆正月初二
- 4月15日（星期五）：耶穌受難日
- 5月1日（星期日）：勞動節（翌日放假）
- 5月3日（星期二）：开斋节
- 5月15日（星期日）：卫塞节/佛诞（翌日放假）
- 7月10日（星期日）：哈芝节（翌日放假）
- 8月9日（星期二）：国庆日
- 10月24日（星期一）：屠妖节
- 12月25日（星期日）：聖誕節（翌日放假）

#### 学校假日
- 7月3日（星期日）：青年节（翌日放假）
- 8月10日（星期三）：国庆日翌日
- 9月2日（星期五）：教师节
- 10月7日（星期五）：儿童节（仅限小学）

#### 其他节庆
新加坡民间普遍庆祝的非假日节庆如下
- 1月18日（星期二）：大宝森节
- 2月4日（星期五）：立春
- 2月15日（星期二）：全民防卫日
- 3月8日（星期二）：国际妇女节
- 4月4日（星期二）：清明節
- 4月18日（星期一）：復活節星期一
- 5月8日（星期日）：母亲节
- 6月3日（星期五）：端午節
- 6月19日（星期日）：父亲节
- 7月1日（星期五）：新加坡武裝部隊日
- 7月21日（星期四）：种族和谐日
- 8月12日（星期五）：中元节
- 9月10日（星期六）：中秋节
- 10月4日（星期二）：重陽節
- 10月31日（星期日）：萬聖夜
- 12月22日（星期四）：冬至
- 12月31日（星期六）：西曆除夕